# Otakar Metlička
Otakar Metlička (* 1959 Praha) je český fotograf z Prahy, který se zaměřuje mimo jiné na krajinu a reportážní fotografii. Je členem Asociace profesionálních fotografů České republiky, se svými fotografiemi v roce 2016 získal bronzovou medaili v mezinárodní soutěži Word Photographic Cup a zvítězil také v 19. ročníku české soutěže Fotograf roku 2020.

## Soutěže a ocenění
- Rok s Megapixelem 2014 – vítěz
- Word Photographic Cup 2015, Krajina/Wildlife – 4. místo
- Word Photographic Cup 2016, Krajina/Wildlife – 3. místo
- Fotograf roku 2020 (19. ročník) – vítěz [2]

## Výstavy
- 2010 Namaste z Nepálu, Galerie Via v Kolíně[3]
- 2012 Tibet – Nepál očima Otakara Metličky Galerie – Dům tisku Trutnov

## Galerie
Některé fotografie Otakara Metličky:

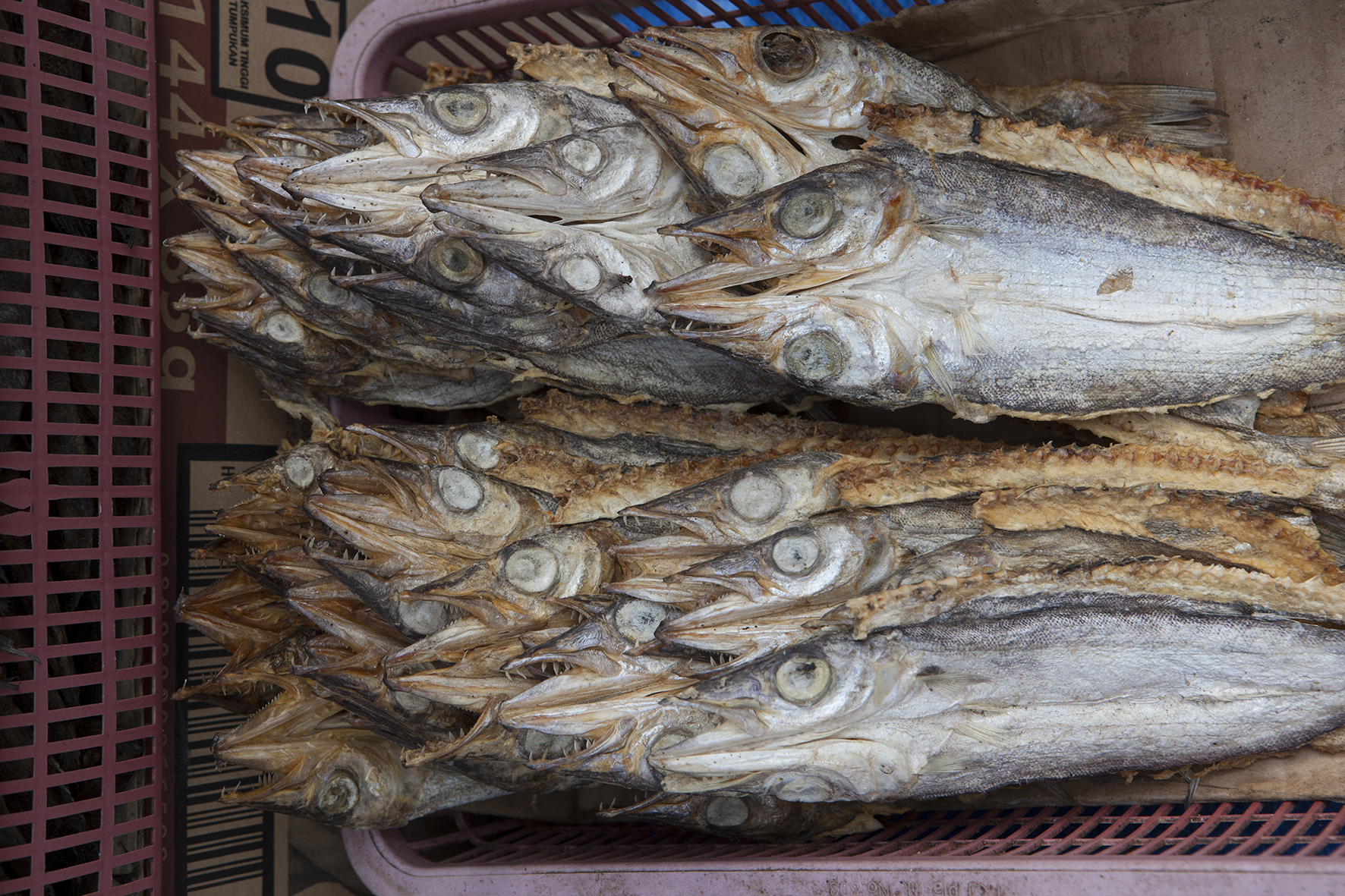
Košík ryb